# Димитър Фингов (просветен деец)
 Тази статия е за българския просветен деец.  За архитекта вижте Димитър Фингов.  
Димитър Гърдов Фингов е български просветен деец.

## Биография
Роден е през 1840 г. в Калофер. Завършва Киевската духовна семинария, а през 1860 – 1862 г. следва в Историко-филологическия факултет на Московския университет. В 1862 – 1874 и 1881 – 1888 г. е учител в Калофер, от 1874 до 1877 г. – в Сопот. Работи като окръжен управител в Ески Джумая (1879), Орхание (1880) и Плевен (1881). От 1888 до 1893 г. е училищен инспектор в Пловдивски окръг. Умира през 1912 г. в София.
Личният му архив се съхранява във фонд 42К в Централен държавен архив. Той се състои от 23 архивни единици от периода 1878 – 1906 г.